# برايان ساندي
برايان ساندي (بالإنجليزية: Brian Sandy)‏ هو دراج بريطاني، ولد في 24 نوفمبر 1932 في تونتون (المملكة المتحدة) في المملكة المتحدة.

## وصلات خارجية
- برايان ساندي على موقع أرشيف الدراجات (الإنجليزية)
- برايان ساندي على موقع أوليمبيديا (الإنجليزية)
- برايان ساندي على موقع اللجنة الأولمبية البريطانية (الإنجليزية)